# Voorlopernier

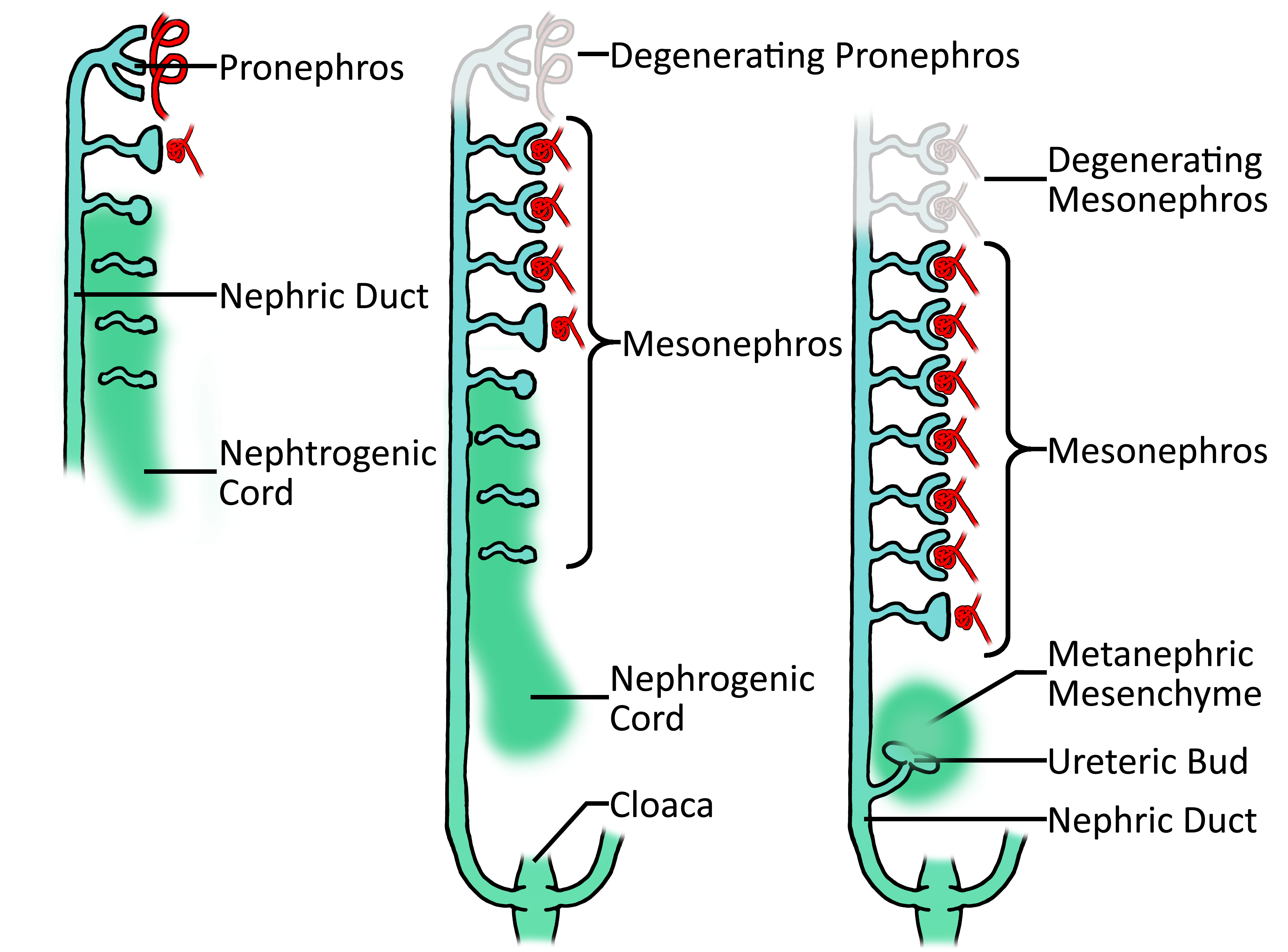
Diagram toont de opeenvolgende ontwikkeling en degeneratie van de pronefros en mesonefros en de inductie van de urineleiderknop en metanefritisch (definitieve nier-) mesenchym tijdens de nierontwikkeling bij zoogdieren.

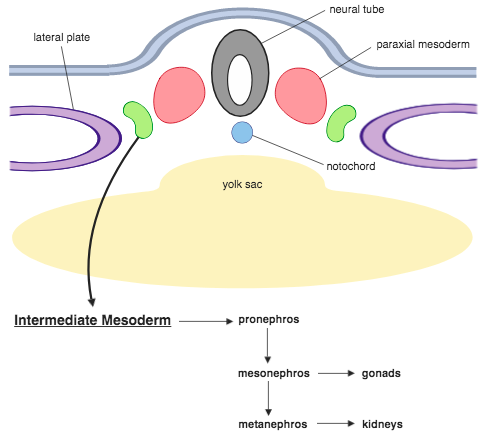
Tussenliggende mesoderm

De voorlopernier (pronefros) is een van de drie uitscheidingsorganen, voorlopernier (pronefros), oernier (mesonefros) en definitieve nier (metanefros), die zich bij gewervelde dieren ontwikkelen.
De voorlopernier ontwikkelt zich uit het tussenliggende mesoderm, evenals de latere nieren. Het is een gepaard orgaan, bestaande uit een gigantisch nefron die bloedfiltraat verwerkt dat wordt geproduceerd door de glomeruli of glomera-grote embryonale glomeruli. Het filtraat wordt uitgescheiden in het coeloom. Vervolgens gaat het door dunne trilhaarbuisjes naar het voorloperniernefron waar het wordt verwerkt voor het terugwinnen van de opgeloste stoffen.
De voorlopernier is actief bij volwassen vormen van sommige primitieve vissen, zoals prikken of slijmprikken. Het is aanwezig in het embryo van meer geavanceerde vissen en in het larvale stadium van amfibieën, waar het een essentiële rol speelt bij de osmoregulatie. Bij mensen is het rudimentair, het verschijnt aan het einde van de derde week (dag 20) en wordt na 3,5 week vervangen door de oernier. Ondanks deze voorbijgaande verschijning bij zoogdieren is de voorlopernier essentieel voor de ontwikkeling van de volwassen nieren. De gang van Wolff vormt het corpus Wolffi en de urineleider van de volwassen nier. De embryonale nier en zijn derivaten produceren ook de inducerende signalen die de vorming van de volwassen nier in gang zetten.

## Ontwikkeling
De voorlopernier is de eerste in de reeks: voorlopernier, oernier en definitieve nier, die zich vormen in embryo's van gewervelde dieren. Bij mensen is het rudimentair, het verschijnt aan het einde van de derde week (dag 20) en wordt na 3,5 week vervangen door de oernier.
Het voorloperniergroeibeginsel ontwikkelt zich vanuit het gesegmenteerde, tussenliggende mesoderm, gelegen tussen het paraxiale (somitische) mesoderm en de laterale plaat en vormt tubuli, nefrotomen genoemd. In totaal worden 6 tot 10 paar nefrotomen gevormd. Deze tubuli komen samen in het voorlopernierkanaal, een kanaal dat zich uitstrekt van het cervicale gebied naar de cloaca (distale uiteinde) van het embryo. Bij veel organismen (bijvoorbeeld amfibieën) groeit dit groeibeginsel naar voren en migreert het vervolgens naar achteren om te versmelten met de cloaca, terwijl het zich bij anderen langs de lengte van het tussenliggende mesoderm vormt. De versmelting van het groeibeginsel met de cloaca vormt de achterwand van de blaas. Aan het uiteinde van de voormalige tubuli ontstaat de urineleiderknop.

## Afvoer
Bij zowel amfibieën als zebravissen heeft de voorlopernier een enkel nefron die is vastgemaakt aan een voorlopernierkanaal, dat op zijn beurt is verbonden met de cloaca. Hoewel deze nieren een eenvoudige anatomische organisatie hebben met slechts één enkel nefron, hebben de nefronen een segmentale en functionele complexiteit die sterk lijkt op die van meer complexe nieren zoals de oernier en de definitieve nier.

## Filtratie

Een diagram van de inwendige organen van een ringwormen, waarbij de metanephridia en beide nefrostomen in een van de segmenten van de worm worden weergegeven.

Een uniek kenmerk van de voorlopernier is de manier waarmee het glomerulaire filtraat wordt gegenereerd en verzameld door de nefron. Bij de voorlopernier steekt de glomerulus (of glomus als deze zich over meerdere lichaamssegmenten uitstrekt) uit in het coeloom in plaats van in de proximale punt van het nefron. Het glomerulusfiltraat stroomt rechtstreeks in het coeloom of een dorsaal compartiment van het coeloom dat bekend staat als het nefrocoel. Bij kaakloze vissen steekt de glomus in de pericardiale holte. Vloeistoffen gaan vanuit de filtratieholte naar het nefron via trilharentrechters die bekend staan als nefrostomen. Deze dunne epitheelbuizen zijn dicht opeengepakt met trilharen en hebben een duidelijke morfologie met het andere buisvormige epitheel van de nier.

## Bij amfibieën, beenvissen en zoogdieren
Zodra de meer complexe oernier zich vormt, ondergaat de voorlopernier apoptose bij amfibieën. Bij beenvissen degenereert het nefron, maar het orgaan blijft bestaan en wordt een bloedvormend en lymfeachtig orgaan.
Bij zoogdieren ontwikkelt zich geen functionele voorlopernier in de context van een orgaan dat afvaluitscheiding of osmoregulatie uitvoert. Er vormt zich echter wel een nierprimordium dat langs het tussenliggende mesoderm loopt en aansluit op de cloaca. Deze gang staat bekend als de gang van Wolff of ductus mesonephricus. Hoewel dit voorbijgaande primordium nooit functionele nefronen vormt, is de daarvan afgeleide gang essentieel voor de ontwikkeling van de meer complexe latere nieren.